# Credo Citadell 12
A Credo Citadell 12 autóbuszt a Krankovics István tulajdonában álló győri Kravtex-Kühne Csoport gyártotta. A teljesen alacsony padlós típuscsaládjának szóló változata, 12 méter hosszú, városi autóbusz, 3 db befelé nyíló teljes szélességű bolygóajtóval.
A többi Credóval ellentétben a Citadell típusok már az ekkora járműveknél megszokott méretű, 22,5" kerékátmérőjű abroncsokkal vannak felszerelve.
Az első két példány tesztelés céljából megfordult a BKV-nál és a Kisalföld Volánnál, valamint a Cummins motoros változat az MVK-nál is tiszteletét tette.
Mivel a típusból nem készült Euro 6-os motorral szerelt változat, 2015-től kikerült a termékkínálatból.

## Credo buszok a pécsi Tüke Busznál
2012-ben a Kravtex Kft. 26 darab Credo Citadell 12 típusú busz vázát gyártották le RAL 5015 (égkék) színben, egy esetleges budapesti megrendelés reményében. Mivel a Pécs tömegközlekedését átvevő Tüke Busz Zrt.-nek sürgősen új autóbuszokra volt szüksége, így a Kravtex Kft.-től kértek segítséget. 2013 áprilisában mutatkozott be a pécsi autóbuszcsere program első lépéseként a négy prototípus Citadell-jármű (két darab szóló Credo Citadell 12, valamint két darab csuklós Credo Citadell 19), majd ezt további hat darab, Credo Citadell 12 jármű követte.
2013 augusztusában további tizenöt Citadell 12 állt forgalomba. A kiírt tender eredményeként a Kravtex Kft. további öt Citadell 12, valamint Econell City3 autóbuszt is szállíthatott a Tüke Busz részére opcionálisan, ezek 2013 októberében érkeztek meg.
2013 végéig 28 darab Credo Citadell 12 szóló, 5 darab Credo Econell 12 City3 szóló, valamint 2 darab Credo Citadell 19 csuklós jármű áll forgalomba a pécsi utakon, így teljesült a városvezetés ígérete, miszerint a 2013-as tanévkezdésre 35 darab új autóbusz segíti majd a pécsiek életét.
A Citadell autóbuszok selejtezését 2022 szeptemberében kezdte meg a Tüke Busz Zrt.
2023 áprilisában már csak nyolc darab szóló autóbusz közlekedett.

## Lásd még
- Credo Citadell 19